# جاسينيك (كونييتش)
جاسينيك (بالسيريلية Јасеник) هي قرية في البوسنة والهرسك. وهي تقع في بلدية كونييتش التابعة لكانتون الهرسك-نيريتفا في اتحاد البوسنة والهرسك. طبقا لنتائج تعداد البوسنة عام 2013 فقد كان عدد سكانها 204 نسمة.

## التاريخ
في القرية (بيت كوزيتش) المدرج على قائمة الآثار الوطنية للبوسنة والهرسك.

## التركيبة السكانية

### التطور التاريخي للسكان
| 1961 | 1971 | 1981 | 1991 | 2013 |
| ---- | ---- | ---- | ---- | ---- |
| 422  | 535  | 549  | 410  | 204  |

### المجتمع المحلي
في عام 1991 كان المجتمع المحلي للقرية يتألف من 829 نسمة موزعة على النحو التالي:

## وصلات خارجية
- Maplandia (بالإنجليزية)